# アネクドート
アネクドート（ロシア語: анекдо́т、ラテン文字転写: anekdot）とは、ロシア語では滑稽な小話全般を指す。本来この言葉はギリシャ語のアネクドトス（ανέκδοτος、anekdotos）に由来し「公にされなかったもの」の意を表した。同根の言葉である英語のアネクドート（anecdote）や、多くの言語での対応する言葉は逸話の意味で用いられている。

なお、本項の意味でのアネクドートは英語ではRussian joke(s)（ロシアンジョーク）ないしは Russo-Soviet joke(ロシア・ソ連ジョーク)と呼ばれることが多いが、ロシア語の表記をラテン文字に転写した"Anekdot"が用いられることもある。

## 概要

### 風刺としての「アネクドート」の成立
専制的なロシア帝国時代から、ロシアにおいて政治風刺を口にすることは危険なものだと考えられてきた。旧ソ連時代には、公的に発行されていた風刺雑誌『クロコジール』（『クラカジール』とも。クロコダイルの意。Крокодил、Krokodil）で当時の政治的出来事を風刺することが少なからず認められていたものの、個人でそれを行うことはそのほとんどの時期を通じてやはり非常に際どいものであった。そうした抑圧的環境にもかかわらず、あるいはむしろそれゆえロシアにおけるユーモアは開放感をもつ文化として、またエリート層に対する対抗と冷やかしの手段として花開くこととなった。
論文集『アネクドート』（1989年）を編纂したアレクサンドル・ベロウーソフによれば、アネクドートという言葉がヨーロッパからロシア語に取り入れられたのは18世紀のことで、元々は「新しさと面白さで人々の興味を引き、実際に起こったこと、真に歴史的事件とみなされたありとあらゆる“行為”や“出来事”についての報告」という意味に理解されていた。ここからいわゆる歴史アネクドート、すなわち「歴史上の人物や有名な事件についての短い、波乱に富んだ筋を持つ、しばしば滑稽な話」が生まれた。19世紀頃には歴史性を重視しない「愉快な出来事についての短い話」程度の意味に変わり、機知に富んだ結末を持つ短編小説に近い「風俗アネクドート」が生まれた。また、従来のアネクドートはもっぱら口承されるものだったが、文学的に加工され記述されることも増え始め、風俗アネクドートの形式に倣って記述される「文学アネクドート」という形式も生まれた。口承のアネクドートの起源を辿ると、魔術師を巡る神話的な伝説に至り、すなわち伝説が昔話化する過程において、アネクドートの形式が確立されていったのだという。

### 1980年代後半以降のアネクドート
1980年代後半のペレストロイカ開始、そして1986年のチェルノブイリ原子力発電所事故発生を契機とした言論統制緩和により、ソ連での公の場での体制批判・政治的議論に対する制限は大幅に緩和され、公然とした議論の場がソビエト社会の中に生まれた。しかし、このような言論の自由化は、皮肉にも風刺文化としてのアネクドートの衰退を招くことになった。アネクドートという口伝文化そのものが、1986年以前のソビエト社会における公の議論の場の欠如に担保されたものであったからである。ユニヴァーシティ・カレッジ・ロンドン准教授のセス・グラハムは、このような社会情勢の変化に伴うジョーク文化の変遷について「鋭い風刺からより軽い皮肉とノスタルジーへの移行」であると論じ、1986年から2000年代までを「アネクドートの衰退期」と位置付けている。
一方で、1980年代後半にはアネクドート集が数多く出版されるようになり、1991年のソ連崩壊以降は一層と勢いを増した。また、インターネット上でも新作を含めたアネクドートを収集するホームページが多数作られた。こうしたことを背景に、従来は口承文学であったアネクドートのアーカイヴ化が進められ、そのあり方も大きく変わっていった。
アネクドートは単なる面白おかしい笑い話と見なされ、長らく学術研究の対象から外されてきた。しかし、厳しい検閲が行われた時代において、アネクドートは当局の公認のもと記述された文学に代わる自由な表現手段でもあり、現代フォークロアの1ジャンルとして収集・保存・研究を行う試みもある。ソ連の作家アブラム・テルツことアンドレイ・シニャフスキーは、アネクドート研究の重要性をもっとも初期に訴えた1人で、1981年の著書『アネクドートの中のアネクドート』において、アネクドートを「ソヴィエト的教育を受けた者の共通言語であり現在進行形の膨大な口承文芸ジャンル」と定義した。シニャフスキーは、アネクドートがジャンルとして存続し発展するには、「一般的な言動の規範の破壊、常なる禁区への越境」という条件が必要であり、禁止だらけのソ連型閉鎖社会では、その禁止を破ることで成り立っているアネクドートは現実を整理、秩序立て、多少とも現実味を与える存在のモデルの役割を果たしているとした。また、「逆論理関係」、すなわち結論となる予期せぬ結末がアネクドートで最も重要な箇所であり、アネクドートは結末から冒頭へと生成されるものであるとした。シニャフスキーは、アネクドートはかつて歴史歌謡や伝説、チャストゥーシュカ、泥棒歌謡などが担ってきた、事件に対する民衆の素早い反応の産物としての役割を継承したもの、またソビエトロシア唯一の現代口承文芸ジャンルであるとして、最近の傾向として歴史への関心の拡大やより積極的な現代ロシア文学への浸透を挙げた。
ユーリイ・ボーレフも、アネクドート集を多数出版し、また研究を行った。ボーレフは、自著に収められた寓話や伝説、典拠の疑わしい文書、口承小話、言い伝え、アネクドート、回想などを「知識人フォークロア」と総称し、「極めて簡潔で内容があり、言葉巧みで、検閲を経ないため全く自由な社会経験の保存形式」であると定義した。ボーレフは、ソ連は公式的イデオロギーやプロパガンダによって作られた数々の神話によって成り立つ社会であり、それに対抗した反神話として生じたのがアネクドートを含む知識人フォークロアであるとした。

### 体制批判の手段として
ソビエト連邦の時代、アネクドートは体制批判のための手段として発達した。面白可笑しい小話は瞬く間に人々の間に広まるが、一方で作者を突き止めることが当局にとって困難だったためである。ヨシフ・スターリンの時代には、体制批判を含むアネクドート、すなわち「政治アネクドート」を語ることは、ロシア・ソビエト連邦社会主義共和国刑法第58条違反（反革命罪）と見なされる可能性があり、10年の懲役、あるいは最悪の場合は死刑に処される可能性さえあった。そのため、人々が政治アネクドートを公然と語るようになったのは、ペレストロイカが始まった後のことである。ただし、以後もクレムリンの指導者らは政治アネクドートを警戒し、ミハイル・ゴルバチョフ大統領の「尊厳を傷つけた」者への起訴を繰り返した。
一方で、国家保安委員会（KGB）将校など当局者の中にも非公式の場では政治アネクドートを好んで語る者は多かった。スターリンはしばしば側近に流行りのアネクドートを尋ね、時には自らが語って披露した。あるインタビューでは、ゴルバチョフも自分に関するアネクドートを聞くのが好きだと答えている。

### 21世紀ロシアにおけるアネクドート
後のロシア連邦時代に入っても政治風刺の取締は様々な形で続いた。
ロシアのウクライナ侵攻が始まった直後の2022年3月には、2022年連邦法第32-FZ号が施行され、これに基づいて「軍の信用の毀損」が処罰の対象となった。同年11月11日、ロシア軍はヘルソンのドニエプル川右岸から撤退したが、リャザン在住のヴァシリー・ボルシャコフ（Василия Большаков）はフコンタクテ（VK）上にこれを踏まえたアネクドートを書き込み、そのために「軍の信用の毀損」に関する起訴を受けることになった。

## 大きな類型
アネクドートの形式は、（1）叙述型、（2）（叙述 +）対話型、（3）Q&A型の三つに分けることができる。ソ連時代には（叙述 +）対話型とQ&A型のアネクドートがよく作られた。
叙述型
三人称の形で語られる形式。例として次のようなアネクドートがある。
1.フルシチョフが模範的養豚場で仔豚たちに囲まれている写真の添え書き。「右から 3 番目…フルシチョフ」
2.ある男が塀に「フルシチョフはバカ」と落書きした。この男は逮捕され、懲役11年となった。うち1年は国の財産である壁を汚したため。残り10年は国家機密漏洩罪で。男が1年目の刑期を終えた頃、フルシチョフがイギリスを公式訪問した。まもなくこの落書き男は釈放された。それは国家機密がもはや機密ではなくなったからだ。
（叙述 +）対話型
一定の状況の中で、政治家といった有名人や、アネクドートでおなじみのキャラクター（チャパーエフ、チェブラーシカ、ヴィニ・プーフ、「チュクチ人」、「ユダヤ人」等）、あるいは「夫婦」「親子」「夫と義理の母」といった登場人物たちが出てきて対話を展開する形式。シチュエーション・ギャグの一種と見なされる。例として次のようなアネクドートがある。
1.ブレジネフがコスイギンにいった。「国境を開放するように世論が要求しているが、もし自由に出国を許すと、わが祖国には我々二人しか残らないのじゃないかね？」するとコスイギンがいった。「二人しか残らないというが、それは君と、ほかにだれなんだい？」
2.「レオニード・イリイッチ、あなたの趣味は何ですか？」「自分についてのアネクドートを集めることだよ」「それでたくさん集まりましたか？」「ラーゲリ2つ半分だ」
Q&A型
特定の状況設定はなく、突然質問から始まり、それに対する回答で終わる形式。質問者は無個性の「一般人」であり、素朴な、時には的外れな質問を投げかける。これに応じる回答者は、いかなる質問に対しても必ず答えてくれる「賢者」のような存在であるが、ひねった回答、意地悪な回答、ナンセンスな回答を返す。こうしたナンセンスなQ&Aの形式を取るジョークはロシア以外にも見られ、例えばアメリカではエレファント・ジョークやチキン・ジョークと呼ばれる同形式のジョークがよく知られる。例として次のようなアネクドートがある。
1.「ロシア式ビジネスって何ですか？」「ウォッカのケースを盗んで、売って、その金で飲むことです」
2.「ゴルバチョフの政策の本質とは何ですか？ 進歩ですか、それとも欺瞞？」「それは欺瞞の進歩です」
アルメニア・ラジオは、この形式を取るものとして有名なアネクドートである。

## アネクドートの一例
ここでは、上で述べた「アネクドートの類型」を基に、具体的な例を挙げながらその形態や成り立ちについて述べる。

### 指導者に関するジョーク
最高指導者に関するジョークのうち、代表的なものとして以下のジョークが挙げられる。
- 歴代の最高指導者達を乗せた列車が走行していると、線路が途中で途切れていた。歴代の最高指導者たちは、それぞれ次のような命令を出した。 レーニン：資本家たちに新たなレールを発注するよう命令した。  スターリン：乗務員と駅員を射殺するよう命令した。  フルシチョフ：列車の後ろのレールを外し、列車の前に敷き直すよう命令した。  ブレジネフ：窓のカーテンを全て閉め、客車を揺らすように命令して列車が進んでいるように見せかけた。  アンドロポフ：窓の外を見ようとして死んだ。  チェルネンコ：窓の外を見るまでもなく死んだ。  ゴルバチョフ：ホームに足を踏み入れ、次のように演説した。「同志たちよ、前へ進む道はない。だからこそ、我々の列車を加速的に再編成する必要がある！」[6]

ロシアの歴史学者ミハイル・メルニチェンコは、このような最高指導者を風刺したジョークは1920年代から確認できるとしている。そのような初期のアネクドートの一例として、1920年代前半に創作された以下のようなジョークがある。
- サンクトペテルブルクで、宝石店に強盗が入った。強盗は、現場に次のようなメモを残していた。 「レーニンは死んだ。しかし彼の業績は生き続けている。」[注釈 5][8]

### 特定の人種・民族に関するジョーク
ユダヤ人ジョーク
当時のソ連における、ユダヤ人に対するステレオタイプに基づいたジョーク。「対話型」のアネクドートであることが多く、ラヴィノビッチ、カガノビッチ、ラデクなど、「典型的（ステレオタイプ的）」な名前のユダヤ人が登場し、狡猾で皮肉屋な人物として描かれることが多い。
ロシアの民俗学者アレクサンドラ・アルヒポワは、このようなジョークの一例として以下のようなものを挙げている。
- トコジラミの流行に頭を悩ますスターリンは、側近のラデクに駆除の方法を考えるよう求めた。ラデクは素っ気なく「トコジラミに集団農場を組織させれば良い。そうすれば彼らは勝手に逃亡するでしょう。」と答えた。
- ラビノビッチは通りを歩きながら、「盗賊、悪党、ろくでなし！ やつらはこの国になんてことしやがったんだ！」と悪態をついていた。すると私服姿の男たちが彼に近づき、「『やつら』とは誰のことかね？」と尋ねた。ラビノビッチは「もちろん、アメリカの帝国主義者の連中のことですぜ」と答えた。男たちはがっかりして彼を解放し、立ち去っていく。ラビノビッチは彼らのほうを振り返って「おや、あんたらは誰のことだと思ったんだい？」

このようなジョークの成立は、ソ連に住むロシア人にとってユダヤ人が社会の中の「部外者（アウトサイダー）」であると見做されていたことを背景としている。「部外者」である彼らをジョークに登場させることで風刺に「第三者の目線」を与え、体制批判に面白みを与える目的で多く創作された。また、これらのジョークはソ連時代のロシア人の多くが内在していた反ユダヤ主義的志向の表出であると捉えることも可能である。
他にも、アルメニア人・ウクライナ人・チュクチ人など、特定の民族に対するステレオタイプに基づくジョークがソ連時代に多々存在した。